# Monument Mountain
Monument Mountain ist der Name eines 503 Acres (2 km²) großen Naturschutzgebiets rund um den gleichnamigen Berg in der Nähe von Great Barrington im Bundesstaat Massachusetts der Vereinigten Staaten. Es wird von der Organisation The Trustees of Reservations verwaltet.

## Geschichte
Der Monument Mountain dient bereits seit mehr als 200 Jahren Dichtern, Schriftstellern und Malern als Inspiration. So schrieb William Cullen Bryant während seines zehnjährigen Aufenthalts in Great Barrington von 1815 bis 1825 sein lyrisches Gedicht Monument Mountain, das die Geschichte eines Mahican-Mädchens erzählt, deren verbotene Liebe zu ihrem Cousin sie in den Selbstmord trieb, indem sie sich vom Bergan hinabstürzte. Dem Gedicht zufolge errichteten die Indianer an dieser Stelle als Gedenkstätte (monument) ein Hügelgrab, wonach der Berg schließlich benannt wurde.
Eine detailliert dokumentierte Wanderung führte Nathaniel Hawthorne und Herman Melville am 5. August 1850 auf den Berg. Ein Gewitter zwang sie dazu, in einer Höhle Unterschlupf zu suchen. Dort entspann sich zwischen ihnen eine lebhafte Diskussion, aus der Melville eine Vielzahl von Ideen für sein neues Buch Moby Dick mitnahm, das er Hawthorne widmete.
Der heute auf den Bergflanken stehende Wald war bereits vollständig abgeholzt worden, um Brennstoff für Eisenschmelzöfen im Tal zu gewinnen. Daneben wurde das Holz direkt vor Ort zu Kohle verarbeitet, was noch heute anhand von runden Erdhügeln zu erkennen ist, die sich über das gesamte Gebiet verteilen.
Die ersten Teilbereiche des heutigen Schutzgebiets wurden den Trustees im Jahr 1899 übereignet. Eine weitere Schenkung erfolgte 1980, zusätzliche Grundstücke wurden 1985 und 1986 käuflich erworben.

## Schutzgebiet
Vom Squaw Peak genannten Gipfel auf 1.642 ft (500,5 m) Höhe besteht ein guter Überblick auf die südlichen Berkshire Mountains und das weitläufige Housatonic River Valley. An klaren Tagen reicht die Sicht im Norden bis zum Mount Greylock nahe der Grenze zu Vermont und im Westen bis zu den Catskill Mountains in New York. Neben der Schönheit der Natur ist auch die Geologie der Umgebung bemerkenswert, da der Berg hauptsächlich aus pfahlförmigem Quarzit besteht, das sich abrupt aus dem Tal erhebt.
Jedes Jahr besteigen mehr als 20.000 Besucher den Berg. Ihnen stehen mit dem Indian Monument Trail (1,51 mi (2,4 km)), dem Hickey Trail (0,83 mi (1,3 km)) und dem Squaw Peak Trail (0,62 mi (1 km)) drei Rundwanderwege zur Verfügung.